# 天願川
天願川（てんがんがわ）は、沖縄島中部を流れる二級河川である。別名大川。

## 地理
沖縄県うるま市石川山城の読谷岳山塊東部に発し南東へ流れる。山城ダムを経て石川楚南、栄野比を流れ、楚南川、栄野比川、川崎川を合流する。天願付近から具志川市街地の北部をかすめ、在日米軍基地のキャンプ・マクトリアスを横切る。河口近くでヌーリ川を合流し宇堅付近で金武湾に注ぐ。
上流ではメェーガーラ、楚南大川（スナンウッカー）、栄野比ではウフンガアラ、天願ではティングワンガーラ、宇堅ではウキンガアラとも呼ばれる。流れが速いことから天願走川（ハイカア）と呼ばれることもある。
山城ダムの上流にはオオウナギ（カーランラジ）が生息しており、全長1.4メートルの個体が捕獲されたこともある。上流にはヨシノボリ、ミナミテナガエビ、サカモトサワガニなどが、下流から中流にはテラピアやグッピーなどが生息する。

## 利水
河口近くに取水堰があり、沖縄県企業局が上水道用として1日あたり平均7,600立方メートルを取水する。
天願浄水場
具志川市天願にあった浄水場。1961年にアメリカ軍が建設し、琉球水道公社によって拡張され、1972年（昭和47年）の沖縄返還に伴い沖縄県へ移管された。老朽化により1992年（平成4年）3月末に廃止されている。天願川と福地ダムなど沖縄島北部ダム群の水を管理し、当時の具志川市、勝連町、与那城村へ上水道を供給していた。
山城ダム
天願川上流にあるダム。当初は天願ダムと呼ばれていた。

## 歴史
天願川には以下のような物語が言い伝えられている。栄野比村に住む栄野比大屋子（ユヌビウフヤク）という青年と楚南村に住む楚南乙樽（スナンウトダル）という娘が恋仲となり、大雨の後に会いに出掛けたところ天願川が増水していたため渡ることができなかった。二人は川を挟んで互いに呼びかけ合うのみであったが、やがて水かさが減り渡ろうとしたところで濁流に呑まれ、娘は行方不明になってしまったという。
大正年間には沖縄八景の一つに数えられた。1967年に天願ダム（後の山城ダム）が完成している。1988年（昭和63年）、「ふるさとの川モデル事業」の指定を受けた。
沖縄戦後、駐留したアメリカ軍によって川がせき止めたり、埋めたてられたりしたため水量は大幅に減少しほとんどが消滅した。